# یانیک ساگبو
یانیک ساگبو (انگلیسی: Yannick Sagbo؛ زادهٔ ۱۲ آوریل ۱۹۸۸) بازیکن فوتبال اهل فرانسه است.
از باشگاه‌هایی که در آن بازی کرده‌است می‌توان به باشگاه فوتبال ولورهمپتون واندررز، باشگاه فوتبال هال سیتی، آ.اس موناکو، و باشگاه ورزشی ام صلال اشاره کرد.
وی همچنین در تیم‌های ملی فوتبال Ivory Coast national under-23 football team و ساحل عاج بازی کرده‌است.